# Helmut Vogel (Komponist)
Helmut Vogel (* 4. Februar 1925 in Aachen; † 3. Oktober 1999 in Heidelberg) war ein deutscher Komponist, Pianist und Klavierpädagoge. Seine Kompositionen umfassen sowohl klassische als auch populäre Musik.

## Leben und Wirken
Helmut Vogel wurde in Aachen geboren und wuchs in Mannheim auf. Mit zehn Jahren begann er zu komponieren und erhielt von da an theoretischen Unterricht. Während der Gymnasiumszeit wurde er mit 17 Jahren Preisträger des Oberrheinischen Jugendmusikwettbewerbes in Straßburg.
Gleichzeitig studierte er an der Musikhochschule in Mannheim und nach Rückkehr aus dem Krieg, wo er an der Ostfront schwer verwundet wurde und in amerikanische Gefangenschaft gerät, an der Musikhochschule in Heidelberg.
Er studierte bei Albert Hofmann, Richard Laugs und Martin Steinkrüger (Klavier), Wilhelm Petersen und Roderich von Mojsisowics (Komposition) und Max Spitzenberger (Violoncello).
In den Anfängen des Rundfunks konzertierte Vogel live als Solist sowie mit Orchester über fast alle Sender des Bundesgebietes und realisierte zahlreiche Projekte mit Emmerich Smola, dem damaligen Leiter des SWF-Rundfunkorchesters.
Vogel war Begründer der Mannheimer Musica-Nova-Konzerte und erlangte damit erste Beachtung bei Presse und Publikum.
Im Frühjahr 1951 wurde Helmut Vogel Dozent an der Hochschule für Musik und Theater in Mannheim, wo er Klavier unterrichtete. Es folgten Konzertreisen im In- und Ausland u. a. in England, Spanien und Portugal. Trotz seiner Erfolge beendete Vogel seine pianistische Karriere auf Europäischen Bühnen in Spanien, weil er der Meinung war, dass seine Darbietung 1963 an technischer Perfektion und Interpretation nicht mehr zu übertreffen war.
Zwei Jahre später erhielt Vogel als erster deutscher Musiker den renommierten Fulbright Award, Washington D.C. und wurde für ein Jahr als Gastprofessor an die San José State University berufen.
Er lehrte Musikgeschichte, Tonsatz, Klavier, Komposition und deutsche Liedinterpretation. In den USA beschäftigte er sich intensiv mit der Harmonik des Jazz und dem Symphonic-Band-Arrangement, das später seine Werke beeinflussen würde. Das Angebot der Universität im Jahre 1969 das Amt des zu pensionierenden Leiters des Music Departements Dr. Gibson Walters zu übernehmen lehnte Vogel aus privaten Gründen ab und kehrte mit seiner Familie nach Deutschland zurück.
Er setzte er sich als Mitglied der Vorbereitungskommission für die Verstaatlichung der Mannheimer Musikhochschule ein. 1971 wurde Vogel zum Professor sowie zum Leiter der Mannheimer Musikhochschule für eine zweijährige Amtsperiode ernannt. 1974 wurde er Lehrbeauftragter für musikalische Erwachsenenbildung sowie Früherziehung mit dem Orffschen Schlagwerk an der Volkshochschule Mannheim.
1976 lernte Helmut Vogel seine zweite Frau, die Chansonsängerin Julia Levento, kennen.
1986 entstand das Freinsheimer Klavierbüchlein. Die darin enthaltenen Klavierstücke sind Pflichtstücke für mehrere Klavierwettbewerbe sowie für den klaviermethodischen Workshop an der Staatlichen Musikschule in Szolnok (Ungarn). Auch das spätere klavierpädagogische Werk „Europa ’92 (drei zyklische Bände)“ wurde für drei Klavierwettbewerbe, u. a. in Burgas (Bulgarien), erfolgreich genutzt. Das stilistisch von E-Musik, Jazz und dem französischen Chanson beeinflusste Werk ist durch seine Kompositionsweise besonders geeignet, didaktische Impulse zu geben, das Gehör zu schulen und die musikalische Entwicklung des Interpreten hinsichtlich der klanglichen, rhythmischen und emotionalen Gestaltung zu fördern. Darin enthalten sind u. a. die 12 Nationalhymnen der Europäischen Gemeinschaft.
1991 emeritierte Helmut Vogel von der Musikhochschule Mannheim.
Am 3. Oktober 1999 starb Helmut Vogel in Heidelberg.
Helmut Vogel war zweimal verheiratet. Er hatte zwei Söhne.
Aus Anlass seines 100. Geburtstages wurde Vogels Orgelwerk "Calvarium" aus dem Oratorium "Mysterium Fidei" (Geheimnis des Glaubens) am 7. März 2025 in der Kirche Saint-Eustache in Paris von Baptiste-Florian Marle-Ouvrard aufgeführt.

## Werkliste

### Instrumentalmusik

#### Orchesterwerke
- Konzert für Violine und Kammerorchester (1953)
- Concerto Grosso für Horn, Trompete, Posaune und Orchester (1965) Akademiekonzert des Nationaltheaters unter GMD Horst Stein
- Sinfonietta für Streichorchester (1975)
- Rhapsodia Iberica: Elegie für Streichorchester und Percussion (1980) auch ohne Percussion aufführbar (UA 1980)
- 7 Black Outs Sketche für großes Symphonieorchester (1980)
- In Omnibus Veritas für großes symphonisches Blasorchester mit Pauken, Schlagzeug, Kontrabässen und Harfen (1982)
- Traffic Jazz-Rock-Classical für großes Symphonieorchester (1985)
- Mannheimia Festliche Ouvertüre für Blechbläserensemble ad libitum Pauken und Schlagzeug (1990)

### Bühnenwerke

#### Oper – Bühnenstücke – Hör- und Märchenspiele – Shows – Sketche
- Wilhelm, der schüchterne Playboy Heitere Oper in drei Akten (1972) Libretto: Sylvia Lucius
- Vier Aphorismen für Cembalo, Klavier und einen Saaldiener (1976)
- Sarah – „quand-même“ Chanson-Oper über das Leben der französischen Schauspielerin Sarah Bernhardt (1994–99)
- Libretto und Gesangstexte: Julia Christ
- Jacky Pop-Oper über das Leben der Jacky Kennedy (1997) (unvollendet) Libretto: Pierre Bourgeade

#### Ballette
- Mephisto: Handlungsballett für großes Orchester in drei Akten (1960, Neubearbeitung 1962) nach eigenem Libretto Edition Sikorski, Hamburg
- Nachtwege: Handlungsballett für großes Orchester in acht Bildern (1963) Libretto: Horst Müller
- Drei Burlettas: Ballett für Klavier und Schlagzeug (2 Spieler) (1964)
- Robby: (siehe auch unter elektr. Musik) Märchenballett für Kinder in einem Akt (1975) Komposition für Synthesizer

### Chormusik (Vokalmusik)
- "Abendlied" für gemischten A-cappella-Chor (1945) nach der Dichtung von Gottfried Kinkel
- Mysterium Fidei: Oratorium über den Leidensweg Christi für Tenor, Knaben- und gemischten Chor, Orgel und Orchester (1989)
- Die letzten Worte Jesu: 9 Chorsätze für vierstimmigen Kinderchor und Orgel nach Texten aus dem Neuen Testament (1996)
- Gloria Orgelmesse für gemischten Chor (1999) (liturg. Text)

### Orgelmusik
- Calvarium: Orgelsolo aus dem Oratorium „Mysterium Fidei“ (1989)
- Postludium und Ecce Homo 2 Orgelsoli (1989)

### Kammermusik
- Lied und Klage, zwei Stücke für Violoncello und Klavier (1942)
- Streichquartett Nr. 1 (1949)
- Streichquartett Nr. 2 (1950)
- Sonate für Violine und Klavier (1951, bearbeitet 1973)
- Sechs Stücke (Six pièces) für Querflöte und Klavier (pour flûte et piano) (1951) (Éditions Alphonse Leduc, Paris)
- Quintegral Fünf Variationen über ein Jazz-Thema für Flöte, Klarinette, Fagott, Posaune und Schlagzeug (1968)
- Divertimento für Flöte, Violoncello und Harfe (1971)
- Dialoge für zwei Violinen (1973)
- Trio (Harfentrio) für Violine, Viola und Harfe (1975)
- Scotia: Suite für Klarinette und Cembalo (1976)
- Vier Aphorismen für Cembalo, Klavier und einen Saaldiener (1976)
- Dithyrambos und Ostinato für Violine und Orgelportativ oder Orgel (1977)
- Triptychon: Nonett für Bläser und Streicher (1981) für Violine, Viola, Violoncello, Kontrabass, Flöte, Oboe, Klarinette, Fagott und Horn
- Trio für 2 Klarinetten in B und Bassetthorn oder Fagott (1983)
- Quatre Caractères: Vier Temperamente für Saxophonquartett (1989) (Éditions Alphonse Leduc, Paris)
- Trio für Flöte, Gambe und Cembalo (1992)
- Trio für Flöte, Oboe und Cembalo (1995)
- Trois pas de deux pour flûte et piano ou clavecin (1997) (Éditions Alphonse Leduc, Paris)

### Klaviermusik
- Sonate für Klavier (1949)
- Danse diable für Klavier (1952)
- Fuge für Klavier (Entstehungsjahr nicht bekannt)
- Drei Aphorismen für Klavier (verschollen)
- Impressionen von der Basler Fasnacht Sechs Stücke für Klavier zu vier Händen (1953)
- Emotionen Vier Konzertstücke fmür Klavier (1957)

- Ballistik für 10 Hände Suite für zwei Klaviere und Schlagzeug (1964)
- Mozartina Reflexionen über Mozart für 2 Klaviere (1977)
- Variationen über ein Chanson für Klavier (1979)
- Prisma: Elf Stücke für Klavier (1981)
- Freinsheimer Klavierbüchlein (1986) 12 Klavierstücke (1986) für die Unter-, Mittel- und Oberstufe
- Europa ’92 46 Klavierstücke in drei Heften (1991) für die Unter-, Mittel- und Oberstufe (darin enthalten: 12 bearbeitete Nationalhymnen der EG-Mitgliedsstaaten)
- Frankenthaler Klavierbüchlein (1992) 11 Klavierstücke für die Unter-, Mittel- und Oberstufe (u. a. Kompositionen aus „Prisma“; siehe oben)
- Acht Novelletten für Klavier (1986–92) (Selektion aus Freinsheimer & Frankenthaler Klavierbüchlein)

### Percussion
- Theseus für Schlagzeug-Sextett (1984)

### Solostücke
- Two pieces for harp über ein amerikanisches Volkslied (1966)
- Desir für Oboe solo (1984)
- Zwei Dialoge für Fagott solo (1997)

### Lieder und Chansons (Vokalmusik)
- Vier ernste Lieder nach Gedichten von Fritz Lienhard (1949)
- Vier Lieder für hohe Stimme und Klavier (1949/1952) nach Texten von Goethe und Kosmas Ziegler
- Vier Lieder für Alt und Klavier nach Texten von Hilde Scheringer (1958)
- Zwei Lieder nach Gedichten von Raymond des Essards (1960)
- Loriade Multimedialer Zyklus nach Texten und Zeichnungen von Loriot für Tenor, Cembalo und Computer-Projektoren (1074) (deutsche und englische Fassung) (Diogenes Verlag, Zürich)

- Warum denn gerade ich? Ein Lied für ZNS nach eigenem Text für Mezzosopran (Solist), gem. Chor, Rhythmusgruppe (Bass, Perc., Git., Synthesizer) und großes Orchester (1987)
- Zahlreiche Chansons und Balladen nach französischen, deutschen und eigenen Texten (1977–98)

### Elektronische Musik und Filmmusik
- Robby: (siehe auch unter Ballette) Märchenballett für Kinder in einem Akt (1975) Komposition für Synthesizer
- Omega Centauri (1984) Komposition für die Eröffnung des Planetariums der Stadt Mannheim (UA am 2. Dezember 1984)
- Sarastina Ballettouvertüre (1990) (Synthesizerfassung)